# Caminhada

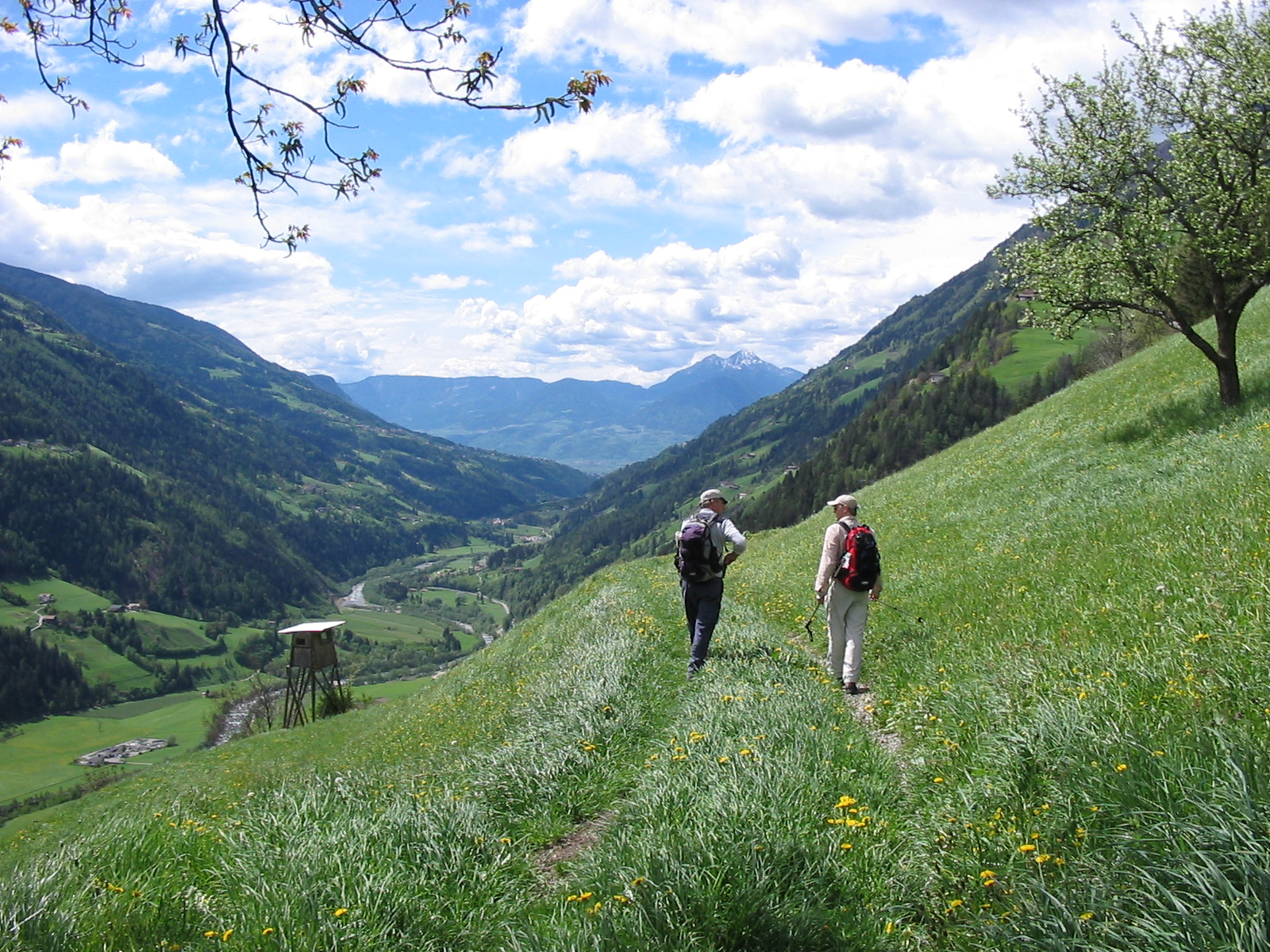
Caminhadas no Trentino-Alto Adige perto de Merano.

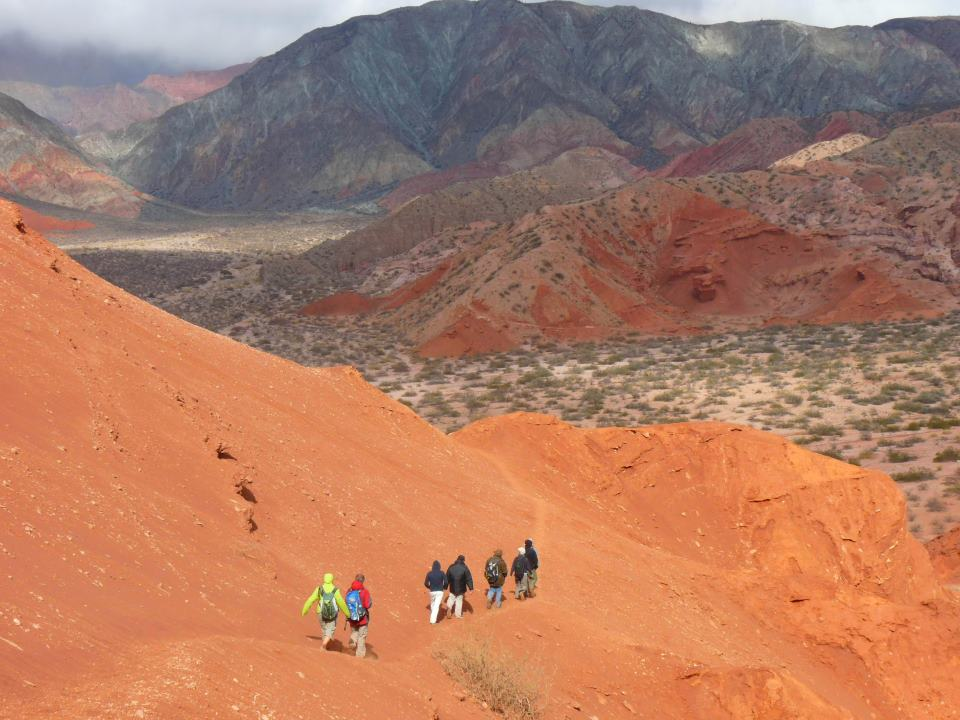
Pedestrianismo em Argentina.

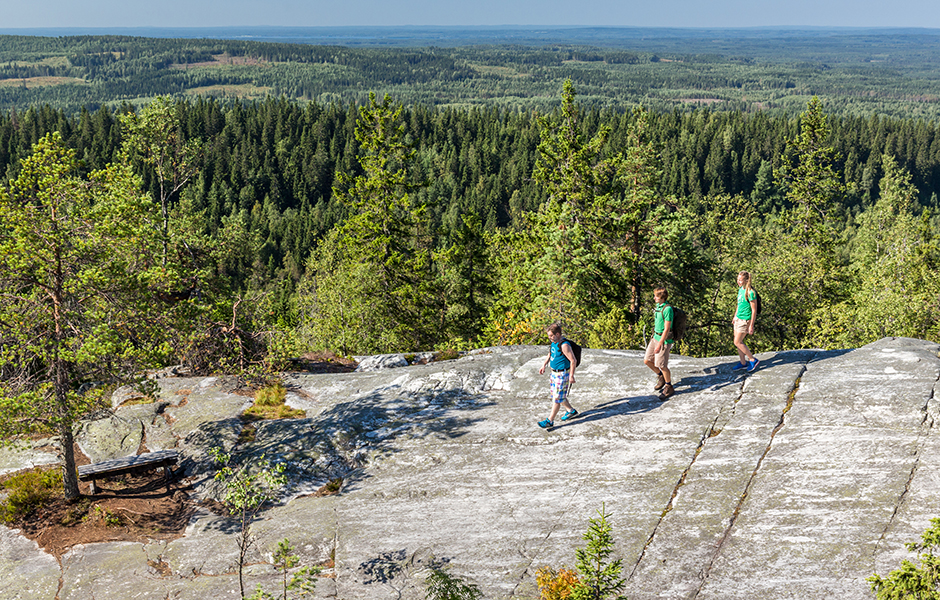
Pessoas caminhando no Parque Nacional de Koli na Carélia do Norte, Finlândia.

Uma caminhada é uma actividade, geralmente desportiva, não competitiva praticada essencialmente em ambientes naturais, obtendo os seus praticantes os benefícios inerentes à prática de actividades de ar livre, funcionando ainda como uma forma de escapar ao stress e sedentarismo do dia a dia vivido nas cidades, permitindo ao mesmo tempo um maior conhecimento de nós próprios.
Pelo facto de ser praticado na natureza, o passeio proporciona uma interacção que incentiva a observação desse meio, levando a um maior conhecimento dos valores naturais, tais como a fauna, a flora, a geologia, etc.), o que deve contribuir para promover o seu respeito, através da sensibilização e educação ambiental dos pedestrianistas, Além disso ele geralmente é praticado em grupos, tanto familiar, quanto de plenos desconhecidos.
O pedestrianismo hoje é uma forma de combater o stress da vida urbana de seus praticantes.

## Pedestrianismo
Tal como a palavra o indica, limita-se ao passeio a pé, pelo que só se refere a percursos pedestres, sendo sinónimo de  caminhada.
O termo pedestrianismo também é hoje usada em competições esportivas praticadas ao ar livre. Corridas a pé, denominadas "Maratona", "Meia Maratona" e etc, dependendo das distâncias e tipo de terreno. Dentro da modalidade estão algumas especialidades como, pedestrianismo "clássico", "olímpico" e o mais novo, o Pedestrianismo Radical, competições da modalidade realizada em terrenos extremos em relação ao clima ou terreno. 
Já existe um Campeonato Mundial de Pedestrianismo Radical na especialidade Corrida Vertical, realizada em terrenos íngremes, escadarias e desníveis bastante acentuados.

## Imagens

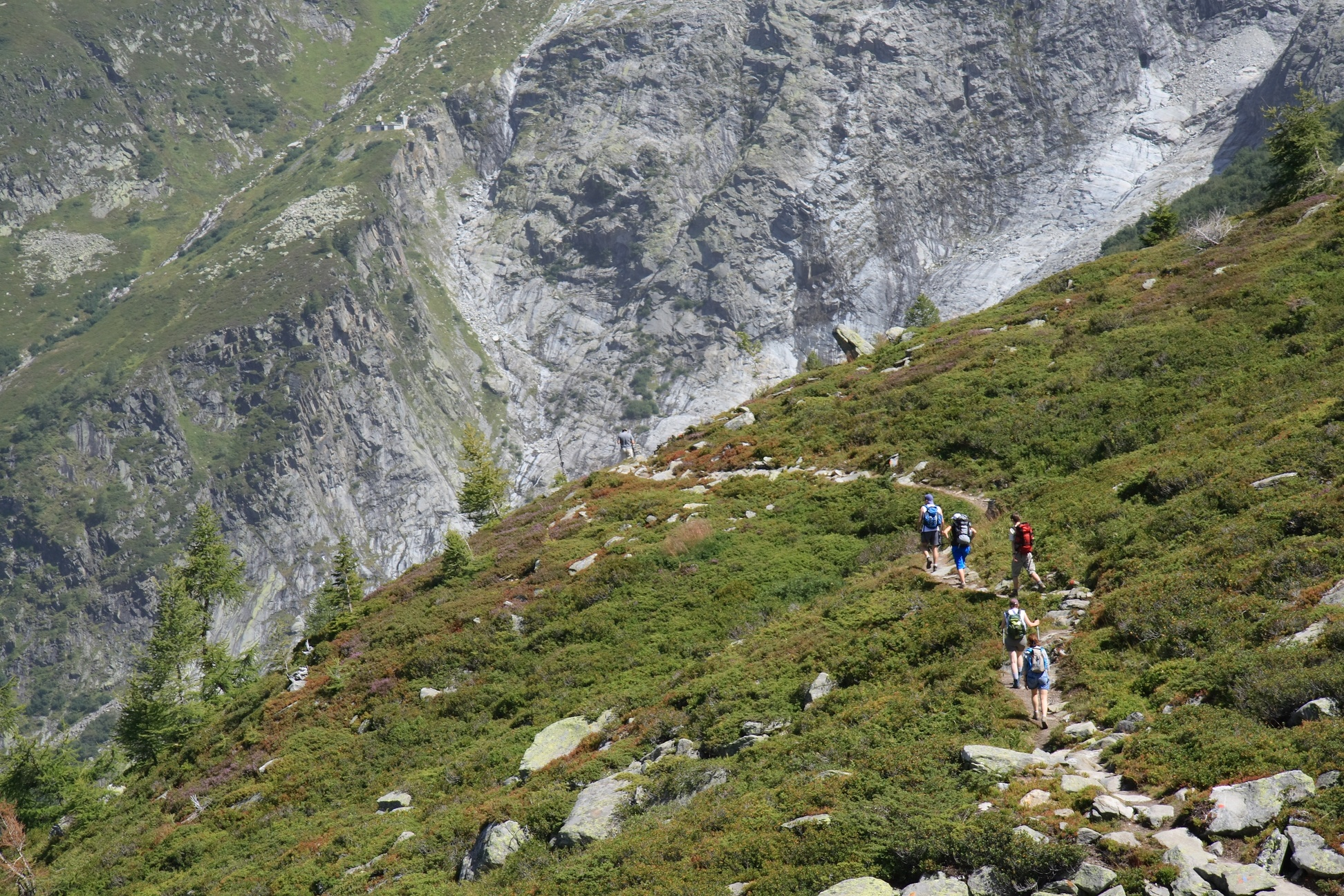
Na alta montanha